# Vinmonopolet
Vinmonopolet, folkeligt blot kaldet Polet, er en norsk statsejet butikskæde, der har monopol på salg af alkoholiske drikke med et alkoholindhold på over 4,75 %. Svagere drikke sælges i almindelige supermarkeder. Ifølge norsk lovgivning sælges drikke stærkere end 22 % kun til personer over 20 år.
Vinmonopolet blev grundlagt 30. november 1922 som et privat aktieselskab under statslig kontrol, men siden 1939 har det været fuldt ejet af staten gennem Helse- og Omsorgsdepartementet. Etableringen skete som følge af reglerne under den norske forbudstid (brændevinsforbudet), og navnet kommer af, at det dengang kun var tilladt at sælge vin.
Vinmonopolet svarer til det svenske Systembolaget, det finske Alko, det færøske Rúsdrekkasøla Landsins og det islandske Vínbúðin.

## Historie
Vinmonolpolet blev stiftet i 1922, ikke som en støtte for afholdssagen, men for at sikre vinlandenes markedsadgang til Norge. Det skyldtes hensynet til den norske klipfiskeksport til Spanien og Portugal. En handelsaftale med Frankrig fra april 1921 påvirkede den norske alkoholpolitik direkte. Man turde ikke udsætte sig for konsekvenserne af restriktioner. Konsul Hans Halvorsen, som ejede det store vinfirma H. Poulsen & Co, forhandlede på vegne af den norske regering med vinlandene om oprettelsen af Vinmonopolet. Samtidig var Høyre-manden Halvorsen indgiftet i familien til Venstre-høvdingen Johan Ludwig Mowinckel Mowinckel sørgede for at udnævne sin egen svoger til direktør for det første vinmonopol. Halvorsen introducerede Axel Brodersen, ikke kun med tanke på Brodersens kundskab om vin, men fordi Halvorsen havde ydet ham store lån og garanteret for andre til Bordersen, om var gået fallit efter sine risikable investeringer i spekulationsboblen under første verdenskrig. Skulle Halvorsen få sine penge tilbage, måtte Brodersen overtage direktørstillingen hos Polet. Gagen lød på kr. 36.000 i året - mere end statsministeren tjente. Brodersen blev så direktør, men betalte ikke sin gæld, og Polet følte sig beskæmmet over en direktør med pengeproblemer. Polet garanterede for et lån på 30.000 for at få hans problemer ud af verden; men de penge så de aldrig mere til. I 1927 blev Brodersen bedt om at skaffe en sygemelding, samtidig som Polet sendte ham til Canada på en "studierejse" for at studere mulighederne for en norsk brændevinseksport. Dér forfrøs Brodersen sin ene fod, der måtte amputeres. 
Hans Halvorsen ejede en destillationsfabrik for brændevin, som i 1927 blev overført til Vinmonopolet på meget gunstige vilkår - på en tid, da Halvorsen sad som både direktør og styreformand i Vinmonopolet. Rolleblandingen var total. 4. maj 1928 skrev to unge brødre, Sven og Roald Dysthe, et brev om sagen til socialministeriet. Deres far drev et importfirma, der var ved at gå fallit, fordi Vinmonopolet favoriserede firmaer, hvor de selv havde økonomiske interesser. Nu blev boykotten af Dysthes portvin nær total som en hævn fra Vinmonopolet; men ministeriet udnævnte et granskningsudvalg. Inden udvalget kom til noget resultat, gik Vinmonopolets styre i april 1929 til sag mod Dysthe-brødrene. Samtidig lå Brodersen syg og nedbrudt i Canada. 2. april 1930 blev dom afsagt. Vimonopolet tabte på alle de vigtigste punkter, og jubelen brød løs i gaderne. Aftenposten skrev syv spalter om sagen - mere end ved udbruddet af første verdenskrig. Halvorsen og flere andre måtte gå. I dag var nok også statsminister Mowinckel røget. I det mindste kostede sagen dyrt for hans omdømme. Vinmonopolet blev efterfølgende omorganiseret.

## Under anden verdenskrig
Dysthe-brødrene gik ind i Nasjonal Samling under besættelsen. I efteråret 1944 opfordrede Roald Dysthe det tyske Reichskommissariat i Norge til at afsætte Quislings regering. Han blev ekskluderet af NS og arresteret af det nazificerede statspoliti. Dysthe sad i fængsel til maj 1945, hvorefter han ved retsopgøret blev idømt seks års strafarbejde og en bøde på kr. 320.000. Det blev hele tiden hævdet, at han havde arbejdet internt for at svække NS, og i 1950 blev han frikendt og flyttede til Canada. Han blev tilkendt erstatning i 1976. Broren Sven Dysthe fik sin sag henlagt allerede i 1948. Egil Ulateig har skrevet bogen Justitsmord om sagen.
Sven Dysthes svigerfar var Alf Larsen Whist (1880-1962), som blev formand i Vinmonopolets styre i 1940, skønt en offentlig granskning efter konkursen i Norske Lloyds, som han havde stiftet i 1905, kompromitterede ham helt. Han flyttede derefter til Frankrig og startede Alliance Francaise. I 1936 blev han for dette selskabs konkurs dømt til at betale henved to millioner francs tilbage. Det var næppe tilfældigt, at han meldte sig ind i Nasjonal Samling 14. juli 1940 - på den franske nationaldag. Samme efterår forærede han Quisling en hytte kaldt "Ørnereden" på Leangkollen i Asker (i dag Leangkollen hotel). Sven Dysthe fortalte sommeren 1945, at Whist tiltvang sig grunden og begyndte at bygge, inden han havde modtaget skødet. Joseph Goebbels og Heinrich Himmler fik hver sin sauna leveret fra Whists firma. Hans tidligere ejendomsselskab Heggedal bruk (= savmølle) A/S i Asker begyndte at levere laftebygninger til tyskerne. Hele 200 tømmerhuse fik han rejst til general Dietls tropper, som holdt Finnmark besat. 92,9 % af virksomhedens omsætning under krigen kom fra leverancer til Wehrmacht og andre tyske instanser. I marts 1941 omorganiserede Whist Vinmonopolet, så det blev helt NS-styret, og i 1943 blev førerprincippet indført i selskabet. Til jul 1941 sendte han 300 halvflasker brændevin "som julegave til nordmænd i Waffen SS i Rusland". I januar 1944 var han blandt de få udvalgte, der var inviteret med af Quisling på hans årlige besøg hos Hitler. I mellemtiden var dommen i Frankrig omstødt af appelretten i Paris i 1942.
I retssagen mod ham fandt to af dommerne dødsstraf passende, men flertallet idømte Whist livsvarigt tvangsarbejde. Han ble også livsvarigt fradømt "almen tillid", og henved 200.000 kroner af hans formue blev inddraget, samtidig som han blev idømt en erstatning på tre millioner kroner. I efteråret 1951 blev hans kone syg, og han blev løsladt fra Bjørkelangen tvangsarbejdslejr. Et år senere blev han benådet.